# Atlantic City
Atlantic City è una città degli Stati Uniti d'America, nella Contea di Atlantic nello Stato del New Jersey. Famosa per i suoi casinò, si trova sulle rive dell'Oceano Atlantico, nell'isola di Absecon, dove si trovano i comuni contigui di Ventnor City, Margate City e Longport. Nel 2020 la città contava 38 497 abitanti, mentre l'intera area metropolitana ne contava 275.549, secondo il censimento del 2010.
Dal 1º maggio 1854 la città fa parte della legislazione del New Jersey; come avviene per le grandi metropoli statunitensi, la città ha vari distretti interni.

## Geografia fisica

### Territorio
Dai dati dello United States Census Bureau, la città ha una estensione di 44,9 km², dei quali 29,4 km² sono su terra e 15,5 km² sono di acque interne.

### Clima
Atlantic City ha un clima umido continentale, simile alla vicina New York. In inverno la città risente della fredda corrente del Labrador, e si avvale minimamente degli effetti mitigatori derivanti dalla sua posizione costiera. Il clima estivo, caldo e umido, è tuttavia più mite rispetto alle aree continentali lontane dal mare.

## Storia
Il 30 ottobre 2012 l'uragano Sandy travolse Atlantic City inondando circa l'80% della città e costringendo i casinò a chiudere per 24 ore. I danni ammontarono a molti miliardi di dollari.

## Monumenti e luoghi d'interesse

### Il boardwalk
Il boardwalk è una passeggiata di circa 5 km pavimentata con lunghi listoni di legno a spina di pesce, situata tra la spiaggia e gli edifici prospicienti costituendo il lungomare della città. Tra il boardwalk e la spiaggia sono stati realizzati interventi protettivi contro le mareggiate innalzando dune artificiali per impedire o limitare i danni agli edifici.
Lungo il boardwalk vi sono allineati i principali casinò, i negozi di souvenir e i ristoranti.

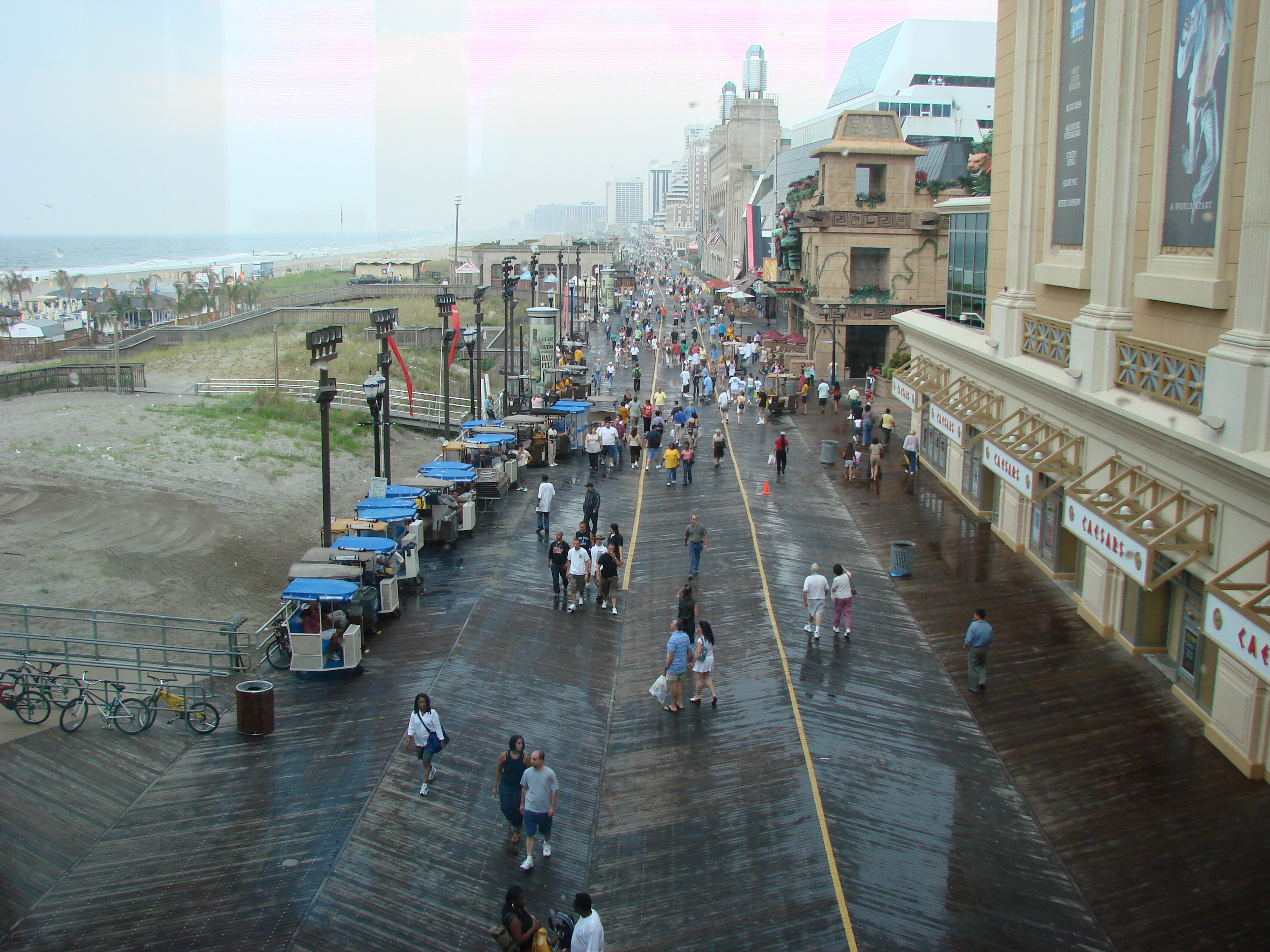
Il boardwalk verso ovest
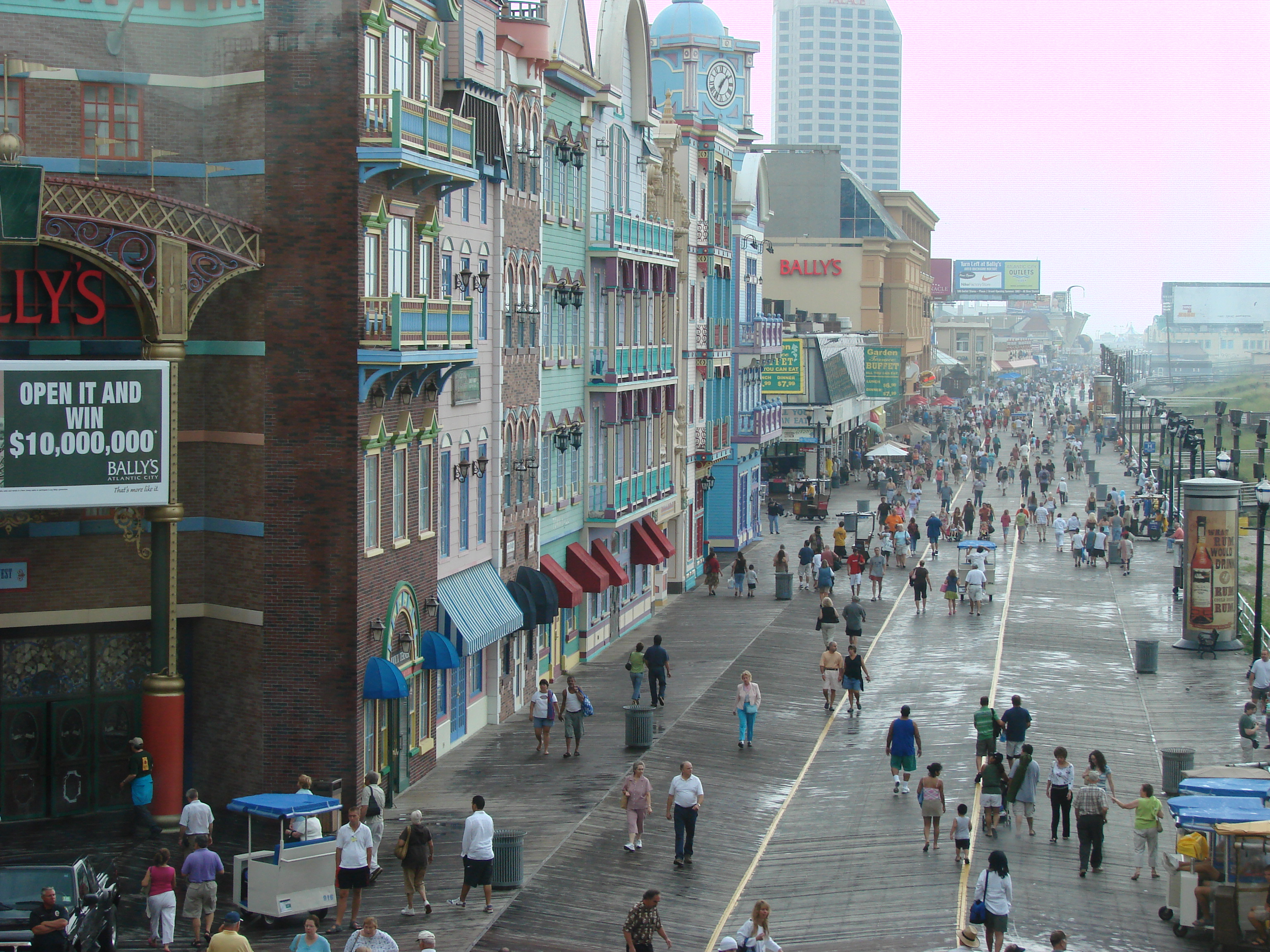
Il boardwalk verso est

## Società

### Evoluzione demografica
In base al citato censimento del 2000, la città conta 40 157 abitanti, con una densità demografica di 687,8 ab./km² ed una composizione etnica per il 44,16 % afro-americana, per il 26,68 % bianca, per il 24,95 % ispanica, per il 10,40 % asiatica, per lo 0,48 % nativo-americana e per lo 0,06 % oceanica.

## Infrastrutture e trasporti
La città è servita dal servizio ferroviario suburbano New Jersey Transit Rail.

## Cultura

### Cinema
- Il film di Brian de Palma Omicidio in diretta con Nicolas Cage e Gary Sinise è ambientato in un casinò di Atlantic City.
- Il film American Hustle - L'apparenza inganna è incentrato sulla ricostruzione di Atlantic City, tramite l'incremento e lo sviluppo del settore del gioco d'azzardo.
- Atlantic City, USA è un film del 1980 diretto da Louis Malle.
- Il re dei giardini di Marvin, film del 1972 diretto da Bob Rafelson, è ambientato nella città.
- La città viene spesso citata e visitata dai protagonisti della serie televisiva How I Met Your Mother.
- Dopo l’uragano, film del 2015 diretto da B. Hickernell, è ambientato nella città e parla della storia di una famiglia di ristoratori colpita dalla furia dell’urgano Sandy
- Warrior film del 2011 sulle MMA, interpretato da Nick Nolte, Tom Hardy e Joel Edgerton, è ambientato in gran parte nella città, dove si svolge il torneo che fa da motivo alla storia.

### Musica
- Una canzone di Bruce Springsteen del 1982 contenuta nell'album Nebraska è intitolata Atlantic City

È la città di nascita di Gene Quill  sassofonista jazz.

### Altro
- L'edizione originale del gioco Monopoly è basata sulle strade di Atlantic City.
- La serie TV Boardwalk Empire è ambientata ad Atlantic City.